# James Borrego
James Borrego (nascido em 12 de novembro de 1977) é um treinador de basquete americano que é o atual treinador principal do Charlotte Hornets da National Basketball Association (NBA).

## Carreira de jogador
Borrego jogou três temporadas na Universidade de San Diego. Durante sua última temporada (2000-01), ele foi nomeado para a West Coast Conference All-Academic Team.

## Carreira de treinador
Borrego começou sua carreira de treinador em sua alma mater, a Universidade de San Diego, como assistente de 2001 a 2003. Durante sua gestão, San Diego conquistou o título da Conferencia West Coast e ganhou uma vaga no Torneio da NCAA na temporada 2002-2003.
Após sua estada como técnico em San Diego, Borrego começou em 2003 sua carreira no basquete profissional com o San Antonio Spurs, começando como coordenador de vídeo no verão de 2003 e sendo promovido a assistente técnico depois. Ele passou sete temporadas com os Spurs, fazendo parte de duas equipes que foram campeãs da NBA em 2005 e 2007 antes de deixar o time para se juntar ao ex-assistente dos Spurs, Monty Williams, quando assumiu o cargo de técnico do New Orleans Hornets de 2010 a 2012.
Depois, ele se juntou a Jacque Vaughn como assistente principal do Orlando Magic. Ele assumiu o controle do Magic quando Vaughn foi demitido em 5 de fevereiro de 2015. Em 6 de fevereiro, ele fez sua estreia como técnico contra o Los Angeles Lakers, vencendo por 103-97 na prorrogação. Em 17 de fevereiro, ele foi efetivado como o técnico do time para o resto da temporada.
Em 17 de junho de 2015, ele voltou aos Spurs como assistente técnico de Gregg Popovich.
Em 10 de maio de 2018, o Charlotte Hornets nomeou Borrego como seu novo técnico principal, assinando um contrato de quatro anos com a equipe. Borrego se tornou o primeiro treinador principal latino nos 72 anos de história da NBA.

## Vida pessoal
Nascido e criado em Albuquerque, Novo México, Borrego levou a Albuquerque Academy a dois campeonatos estaduais. Em 2001, ele se formou em inglês e fez mestrado em estudos de liderança pela Universidade de San Diego. Ele e sua esposa têm uma filha e dois filhos.

## Recorde como treinador principal
|           |          | Temporada regular | Temporada regular | Temporada regular | Temporada regular | Temporada regular     | Playoffs | Playoffs | Playoffs | Playoffs | Playoffs                 |
| Time      | Ano      | J                 | V                 | D                 | %                 | Classificação final   | J        | V        | D        | %        | Resultado                |
| --------- | -------- | ----------------- | ----------------- | ----------------- | ----------------- | --------------------- | -------- | -------- | -------- | -------- | ------------------------ |
| Orlando   | 2014–15  | 30                | 10                | 20                | .333              | 5º na Divisão Sudeste | —        | —        | —        | —        | Não foi para os playoffs |
| Charlotte | 2018–19  | 82                | 39                | 43                | .476              | 2º na Divisão Sudeste | —        | —        | —        | —        | Não foi para os playoffs |
| Charlotte | 2019–20  | 65                | 23                | 42                | .354              | 4º na Divisão Sudeste | —        | —        | —        | —        | Não foi para os playoffs |
| Carreira  | Carreira | 177               | 72                | 105               | .407              |                       | —        | —        | —        | —        |                          |